# Ear (runa)
| Ear              | Ear            | Ear            | Ear         | Ear         | Ear         | Ear         |
| Nome             | Antico inglese | Antico inglese |             |             |             |             |
| ---------------- | -------------- | -------------- | ----------- | ----------- | ----------- | ----------- |
| Nome             | Ear            |                |             |             |             |             |
| Significato      | terra,tomba    | terra,tomba    | terra,tomba | terra,tomba | terra,tomba | terra,tomba |
| Forma            | Fuþorc         | Fuþorc         |             |             |             |             |
| Forma            |                |                |             |             |             |             |
| Unicode          | ᛠ U+16E0       | ᛠ U+16E0       | ᛠ U+16E0    | ᛠ U+16E0    | ᛠ U+16E0    | ᛠ U+16E0    |
| Traslitterazione | ea             | ea             | ea          | ea          | ea          | ea          |
| Trascrizione     | ea             | ea             | ea          | ea          | ea          | ea          |
| IPA              | [ea]           | [ea]           | [ea]        | [ea]        | [ea]        | [ea]        |
| Ordine alfab.    | 28 o 29        | 28 o 29        | 28 o 29     | 28 o 29     | 28 o 29     | 28 o 29     |

Ear (di significato incerto) è il nome anglosassone della runa del Fuþorc ea (carattere Unicode ᛠ). È un'aggiunta tarda all'alfabeto originale, ma è attestata su diverse epigrafi (in particolare sullo scramasax di Beagnoth) già dal IX secolo.

## Nome
Il significato del nome della runa è incerto.
Jacob Grimm, nel suo Mitologia teutonica del 1835, notò che la ear è semplicemente una tir con due tratti aggiuntivi ed ipotizzò che Tir ed Ear (alto tedesco antico Zio ed Eor) fossero due nomi dello stesso dio. Notò anche che lo stesso nome si ritrova nel toponimo Eresburg (*Eresberc) in Vestfalia, in latino mons Martis; Grimm suggerì dunque che i popoli germanici avessero adottato il nome del dio greco Ares come epiteto del loro dio della guerra, e che Eresberc fosse letteralmente un Areopago. Grimm notò inoltre che nell'area bavarese (dov'erano stanziati i Marcomanni) il martedì (dies Martis) era noto come Ertag, Iertag, Irtag, Eritag, Erchtag, Erichtag mentre nell'area sveva e svizzera (dov'erano stanziati gli Alamanni) lo stesso giorno è chiamato Ziestag come in anglosassone; egli dunque concluse che Ziu era noto con il nome alternativo di Eor, derivato dal greco Ares.

## Poemi runici
La ear compare solamente nel poema runico anglosassone:
| Poema runico: | Traduzione: |
| Antico inglese ᛠ Ear byþ egle eorla gehwylcun, ðonn[e] fæstlice flæsc onginneþ, hraw colian, hrusan ceosan blac to gebeddan; bleda gedreosaþ, wynna gewitaþ, wera geswicaþ. | La ear è orribile per ogni cavaliere, quando il cadavere comincia rapidamente a raffreddarsi e giace nel cuore della terra oscura. La prosperità declina, la felicità passa e i patti sono rotti. |

Da questo poema è stata formulata un'altra ipotesi sul significato di ear, che vorrebbe che questo termine voglia dire "tomba".